# Muzej Dar Si Said
Dar Si Said (arabsko دار السي سعيد, latinizirano: Matḥaf Dār as-Sī Saʿīd) je zgodovinska palača iz poznega 19. stoletja in današnji muzej v Marakešu v Maroku. Posvečen je predvsem rokodelstvu berberske kulture od gora Antiatlasa in Visokega Atlasa do oazne regije Tafilalet. 
Navzven neopazen muzej Dar Si Said stoji približno 500 m jugovzhodno od trga Džema el-Fna ali le približno 200 m severno od palače Bahia v labirintu uličic v južnem delu marakeške medine.

## Zgodovina
Med letoma 1894 in 1900 je palačo zgradil Si Said ibn Musa, vezir in minister za obrambo pod svojim bratom Ba Ahmadom ibn Muso, ki je bil veliki vezir in dejanski vladar Maroka v istem obdobju pod sultanom Abdelazizom (vladal 1894–1908). Po letu 1914, pod upravo francoskega protektorata, je palača služila kot sedež regionalnih voditeljev Marakeša. Leta 1930 ali 1932 so palačo preuredili v muzej avtohtone umetnosti (kar pomeni maroško umetnost) in lesarske obrti. Leta 1957, po maroški neodvisnosti, je bila palača razdeljena na muzejski del in del, ki ga je zasedla Service de l'Artisanat (Agencija za umetnost).
Stavba je bila od takrat večkrat obnovljena in danes ostaja muzej. Po prenovi, ki jo je izvedla nedavno ustanovljena Fundation Nationale des Musées, je bil muzej leta 2018 ponovno odprt kot Narodni muzej tkanja in preprog.
Muzej je bil močno poškodovan v potresu septembra 2023 in je bil nato zaprt zaradi popravil. Od oktobra 2023 je bilo ocenjeno, da bodo popravila trajala vsaj šest mesecev.

## Arhitektura
Arhitektura palače je po okrasju podobna palači El Bahia, ki sta jo južneje zgradila njegov oče in njegov brat, vendar je za razliko od slednje zgrajena na več kot enem nivoju in ima zelo drugačno postavitev. Njeni arhitekturni poudarki vključujejo veliko sprejemno dvorano v zgornjem nadstropju in velik vrt riad z osrednjim paviljonom iz poslikanega lesa.
- Vrt riad
- Poslikana dekoracija znotraj lesenega paviljona na vrtu
- Dvorišče s fontano v palači
- Ena od velikih dvoran v palači
- Kupola nad veliko dvorano

## Muzejska zbirka
Muzejske zbirke vključujejo široko paleto predmetov, mnogi od njih iz južnih regij Maroka. Do nedavnega so se muzejske razstave osredotočale na maroško leseno umetnost in predmete. Njegova zbirka je vključevala umivalnik iz andaluzijskega marmorja, izdelan v Medina Azahara med letoma 1002 in 1007, ki je bil pozneje ponovno uporabljen v Ben Jusufovi medresi, kamor so ga nedavno vrnili. Po ponovnem odprtju muzeja leta 2018 se njegove trenutne razstave zdaj osredotočajo na tkanje in maroške preproge.